# Wildcat (Zeitschrift)
Wildcat ist eine operaistische Zeitschrift, die in Karlsruhe gegründet wurde.
Die erste Ausgabe wurde 1984 herausgegeben. Die Zeitschrift ging aus der 1977 gegründeten Karlsruher Stadtzeitung hervor, deren Namen sie als Untertitel bis zum November 1986 behielt. Elf Jahre nach der ersten Ausgabe wurde die Zeitschrift, die dreimal jährlich erschien und eine Auflage von ca. 1500 bis 2500 verkauften Exemplaren vorweisen konnte, eingestellt. 
Anlässlich des Irak-Krieges 2003 wurde die Zeitschrift wiederbelebt. Das Heft kommt circa alle zwei bis drei Monate auf den Markt und enthält neben Artikeln auf Deutsch, auch englisch-, italienisch, spanisch-, russisch-, griechisch-, ungarischsprachige Artikel sowie bisweilen in Farsi. Die Artikel tragen keine Autorenangabe. Die Zeitschrift wird zumeist in Buchläden vertrieben, ist aber auch abonnierbar.
Mit der Wildcat verbunden war Zirkular, das sich als ein Diskussionsforum verstand. Die Beilage wurde von 1994 bis 2003 veröffentlicht. Zugehörig ist auch Thekla, in welcher Texte von Theoretikern wie z. B. Austin Lewis, Romano Alquati erschienen sowie die Initiative Welt in Umwälzung. Herausgeber der Zeitschrift ist ein eingetragener Verein namens Shiraz mit Sitz in Köln und Potsdam.
Bernd Drücke, der Redakteur der Graswurzelrevolution, charakterisiert sie 1998 als „[s]yndikalistische Zeitschrift mit abnehmender libertärer und zunehmender kommunistischer Ausrichtung“.
Der Name Wildcat ist auf die englische Bezeichnung für Aktionen außerhalb institutioneller Einrichtungen zur Verbesserung der Lebensbedingungen von Arbeitern rückführbar.